# Marcus 16
Marcus 16 is het laatste hoofdstuk van het Evangelie volgens Marcus in het Nieuwe Testament in de Bijbel. Veel Bijbelwetenschappers gaan ervan uit dat de laatste twaalf verzen oorspronkelijk niet tot het Evangelie behoorden.

## Inhoud van het hoofdstuk
Het begint met de ontdekking van het lege graf door Maria Magdalena, Maria (de moeder van Jakobus) en Salome. Zij ontmoetten daar een man in witte kleding die de opstanding van Jezus bekendmaakte. Vers 8 eindigt ermee dat de vrouwen van het lege graf wegvluchtten en niemand iets zeiden, omdat ze bang waren.
Veel geleerden zijn van mening dat 16:8 het oorspronkelijk einde is en geloven dat het langere einde, vers 9-20, later is geschreven door iemand die de verschijningen na de opstanding en enkele door christenen verrichte wonderen wilde vermelden. In deze passage van twaalf verzen vertelt de schrijver dat Jezus verschenen is aan Maria Magdalena, aan twee leerlingen en vervolgens aan de elf (de twaalf apostelen zonder Judas Iskariot). De tekst sluit af met de Grote Opdracht, en verklaart dat gelovigen die zich hebben laten dopen, gered zullen worden, terwijl ongelovigen veroordeeld worden. Het beschrijft dat geloof gepaard zou gaan met tekenen: demonen uitdrijven, spreken in talen, met de handen slangen oppakken, dodelijk gif drinken dat hen niet deert en zieken genezen door handoplegging. De tekst eindigt met Jezus' hemelvaart, waarna hij plaatsnam aan de rechterhand van God.

### Tekstkritiek
De meeste deskundigen op dit terrein delen de conclusies van Bijbelwetenschapper Bruce Metzger, die het gezichtspunt heeft dat de verzen 9 tot 20 oorspronkelijk geen deel uitmaakten van de tekst.
Tekstcritici hebben twee eindes geïdentificeerd, een "lang" (16:9-20) en een "kort"; die worden tezamen gevonden in zes Griekse Bijbelse handschriften en in tientallen Ethiopische afschriften. Het korte einde luidt (enkele varianten daargelaten) als volgt:
Alles wat hun opgedragen was, meldden zij in het kort aan de kring rond Petrus. Daarna stuurde Jezus zelf zijn leerlingen eropuit om van het oosten tot het westen de heilige en onvergankelijke boodschap van de eeuwige verlossing te verkondigen. Amen.
In één Latijns handschrift uit ongeveer 430 vinden we het "korte einde" zonder het lange. In dit Latijnse afschrift, de "Codex Bobbiensis", "k", wijkt de tekst van Marcus 16 op meer plaatsen af; tussen 16:3 en 16:4 vinden we een inlassing die daar Christus’ hemelvaart blijkt te bespreken, het laat het laatste gedeelte van 16:8 weg, en bevat merkwaardige fouten in zijn weergave van het "korte einde". Andere onregelmatigheden in de "Codex Bobbiensis" doen vermoeden dat het vervaardigd is door een (over)schrijver, die niet vertrouwd was met het materiaal dat hij kopieerde.
Omdat de geschriften van de kerkvaders vanaf het laatste gedeelte van de tweede eeuw wijzen op het bestaan van handschriften van Marcus met het "lange einde", dateert men dit meestal vroeg in de tweede eeuw. De deskundigen zijn er verdeeld over of het "lange einde" geschreven is voor het evangelie, of dat het een zelfstandige tekst was, die geplakt werd op het zo abrupte einde van het evangelie. Het gegeven dat het de verhaallijn aan het slot van 16:8 niet soepel oppakt, doet het laatste vermoeden. De geleerden zijn het er niet over eens of het Evangelie volgens Marcus oorspronkelijk stopte bij 16:8 - en zo ja, of dat met opzet was - of dat hij oorspronkelijk een ander slot heeft geschreven, dat verloren is gegaan. De zinspelingen op een toekomstig samenzijn in Galilea van Jezus met zijn discipelen (in Marcus 14:28 en 16:7) suggereert dat Marcus de bedoeling had om verder te schrijven dan het huidige slot.

### Acceptatie
- Het Concilie van Trente accepteerde Marcus 16:9-20 als canoniek.
- Het gedeelte maakt ook deel uit van de Statenvertaling en andere invloedrijke vertalingen.
- In de NBG-vertaling van 1951 vinden we het lange einde tussen vierkante haken. De Groot Nieuws Bijbel geeft eerst het lange einde en daarna het korte, beide tussen vierkante haken.
- De Willibrordvertaling uit 1995 geeft het lange einde.
- De Nieuwe Bijbelvertaling uit 2004 geeft het lange einde in de tekst en het korte in een voetnoot.
- De 28e editie van Nestle-Alands Griekse Nieuwe Testament geeft eerst het korte einde en daarna het lange.[3]

### Het lege graf

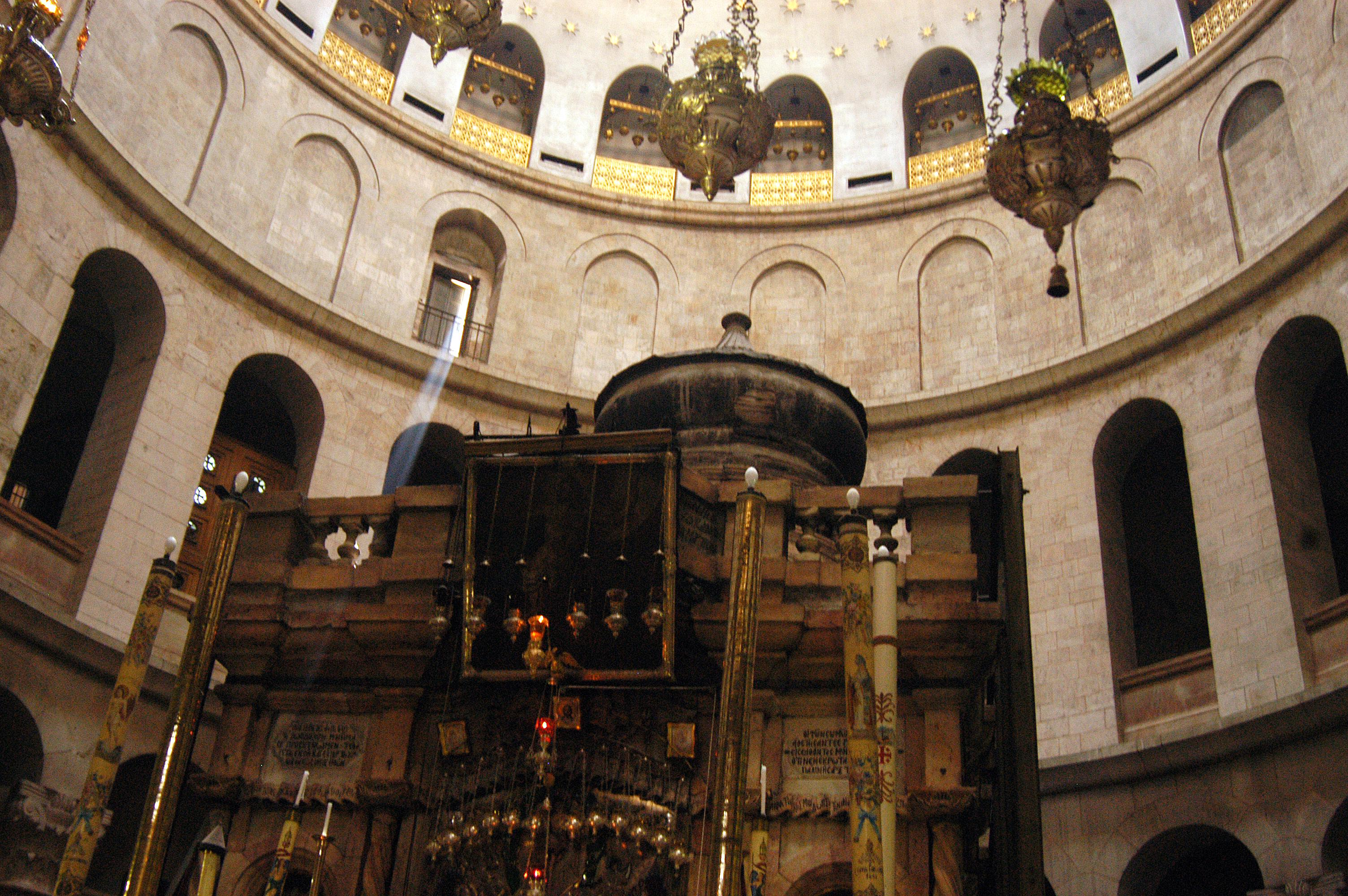
Schrijn van het heilig graf. Traditioneel de plek van het graf van Jezus.

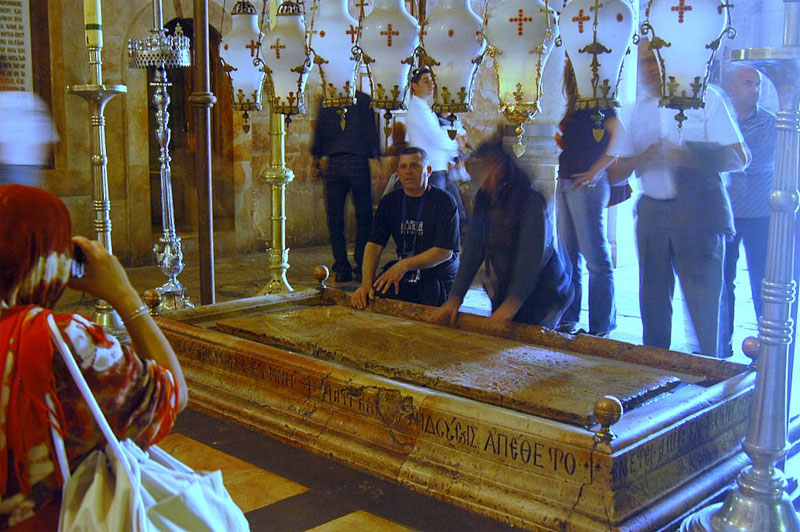
Steen van de zalving; op deze steen zou het lichaam van Jezus voorbereid zijn voor de begrafenis.

Marcus vertelt dat zodra de sjabbat voorbij is, Maria Magdalena, Maria, de moeder van Jacobus, en Salome, komen om het lichaam van Jezus te zalven. Lucas zegt in 24:1 hetzelfde. Matteüs en Johannes zeggen dat Nikodemus het lichaam al gezalfd had en dat Maria naar het graf ging en niet waarom. Als het gezelschap arriveert, is de steen al weg en gaan ze naar binnen; Jezus’ lichaam is er niet, een man met witte kleren zegt ze dat Jezus daar niet is, maar hen in Galilea zal ontmoeten (Marcus 16:6-7). Volgens Lucas waren er twee mannen. Johannes zegt dat er twee engelen waren, maar dat Maria hen pas ontmoette nadat ze zag dat het graf leeg was en dat aan de andere leerlingen liet zien. Marcus gebruikt het woord neaniskos voor jonge man, datzelfde woord gebruikt hij voor de man die wegvluchtte toen Jezus gearresteerd werd (Marcus 14:51).
Marcus gebruikt het woord ēgerthē — vertaald "hij is opgewekt," om aan te geven dat God Jezus deed opstaan uit de doden. De vrouwen zijn bang, ze vluchten en houden het voor zich, wat ze gezien hebben. Vrees is in de Bijbel de gebruikelijke reactie op Gods aanwezigheid.
Hier eindigt de onomstreden inhoud van Marcus. Er wordt verkondigd dat Jezus is opgestaan en naar Galilea is gegaan.

### Marcus 16:9–20 in citaten van de kerkvaders
Het vroegste bewijs voor het bestaan van Marcus 16:9-20 als onderdeel van Marcus is de eerste apologie (verdedigingsrede) van Justinus de Martelaar (ca. 160). In een passage waarin Justinus Psalm 110 beschrijft als een Messiaanse profetie, verklaart hij dat Psalm 110:3 vervuld werd toen de discipelen, vanuit Jeruzalem, overal predikten. Hij gebruikt daarbij de woordkeuze van Marcus 16:20 en dat komt overeen met het gebruik dat Justinus maakt van een harmonisatie van de synoptische evangeliën waarin Marcus 16:20 wordt verweven met Lucas 24:53. Justinus leerling Tatianus (ca. 172) nam het lange slot op in zijn Diatessaron, waarin hij alle vier de canonieke Evangeliën tot een geheel samenweeft. Irenaeus (ca. 184) citeert in zijn boek Adversus Haereses ("Tegen de ketterijen") 3:10 Marcus 16:19, en zegt daarbij dat hij citeert uit het slotgedeelte van het verslag van Marcus. Dit bewijs van de kerkvaders is meer dan een eeuw ouder dan het oudste handschrift van Marcus 16. In de derde eeuw maken schrijvers als Hippolytus, Porphyrius en de anonieme schrijver van De Rebaptismate eveneens gebruik van het "lange slot".
Sommigen, onder wie Metzger, zeggen dat niet blijkt dat Clemens van Alexandrië en Origenes deze verzen hebben gekend. Clemens citeert in zijn hoofdwerk echter maar ongeveer 25 verzen uit Marcus, terwijl Origenes, ondanks dat er nog veel werk van hem bewaard is gebleven, dertig passages met 12 verzen uit Marcus niet citeert.

## Handschriften
Papyrus 45 is weliswaar het oudste nog bestaande handschrift met tekst van Marcus, maar hoofdstuk 16 is zwaar beschadigd en heeft geen leesbare tekst meer.
De laatste twaalf verzen, 16:9-20, ontbreken in twee 4e-eeuwse handschriften, de Codex Vaticanus en de Codex Sinaiticus; dit zijn de oudste handschriften met het gehele boek Marcus.
Codex Vaticanus heeft een lege kolom na het einde van 16:8 en plaatst kata Markon, “volgens Marcus.” Er zijn nog drie andere blanco kolommen in de Vaticanus, alle in het Oude Testament, maar dat lijkt het gevolg van toevalligheden bij de vervaardiging van de codex – verandering van grootte van de kolommen, andere overschrijvers, en de witte bladzijde tussen Oude en Nieuwe Testament.
Ze zijn alle drie het gevolg van toevallige omstandigheden, maar die witte ruimte tussen Marcus 16 en Lucas 1 is opzettelijk geplaatst.
Er is wel geopperd dat een voorloper van de Codex Vaticanus ooit de westerse volgorde van de evangeliën had (Matteüs, Johannes, Lucas, Marcus), maar dat verduidelijkt niet, waarom een kopiërende schrijver opnieuw zo’n witte plek open zou laten als het niet meer functioneel is.
De Codex Sinaiticus eindigt met 16:8 en euangelion kata Markon, "evangelie volgens Marcus".
De hoofdstukken van Marcus 14:54 tot aan Lucas 1:56 zijn door een andere kopiist geschreven. Tot aan 15:19 worden de letters dicht op elkaar geschreven; daarna worden de letters uitgerekt, om te vermijden dat er een lege plek ontstaat.
Een ander handschrift, minuskel 304 (12e eeuw) mist de laatste twaalf verzen.

### Freer logion
De Codex Washingtonianus (late 4e, vroege 5e eeuw) heeft de verzen 9–20 en bovendien nog een toevoeging tussen 16:14-15 die bekendstaat als het Freer Logion.
Zij verontschuldigden zich tegen Christus door te zeggen: 'deze tijd van wetteloosheid en ongeloof ligt onder Satan, die Gods kracht en waarheid niet de overhand laat krijgen over de zaken van de boze geesten. Openbaar ons daarom nu uw gerechtigheid'. Christus antwoordde: 'Satans macht loopt ten einde, maar andere vreselijke dingen komen dichterbij. Ik ben overgegeven in de dood voor zondaars, opdat ze terugkeren naar de waarheid en niet meer zondigen en de onvergankelijke geestelijke heerlijkheid van de hemel zullen leren komen'.
Deze tekst is alleen bekend van dit handschrift en van een citaat door Hiëronymus van Stridon.
De groep handschriften die bekendstaat als Familie 1 en anderen zetten nog een aantekening bij Marcus 16:9–20, dat sommige afschriften de verzen niet hebben. De Codex Regius (Nieuwe Testament) geeft het korte slot na 16:8, waarna de verzen 9-20 volgen.
In de groep handschriften die bekendstaat als Family K1 ontbreken bij de tekst van Marcus 16:9-20 de indeling in paragrafen aan de rand en de titels er boven.
Marcus 16:9–20 wordt in zijn traditionele vorm aangetroffen in ongeveer 10-15 uncialen, waarvan de oudste de Codex Alexandrinus is, en in alle onbeschadigde minuskels. De meeste tekstcritici staan een beetje sceptisch tegenover de bewijskracht van al die middeleeuwse minuskels die allemaal zo veel op elkaar lijken.
16:9-20 ontbreekt in meer dan 100 Armeense handschriften en de twee oudste Georgische handschriften. De Armeense vertaling dateert van 411-450; en de Georgische is afhankelijk van deze versie. Eén Armeens handschrift uit 989 heeft een aantekening bij 16:8 en 16:9: “Ariston eritzou”, dat wil zeggen 'Door Ariston de oudste/priester'. Ariston of Aristion is bekend van een oude traditie (doorgegeven door Papias en anderen) als medewerker van Petrus en als bisschop van Smyrna in de eerste eeuw.

## Hypothesen over het slot
Hypothesen om de variatie in de tekst te verklaren:
A. Marcus heeft 16:8 bedoeld als slot.
1. Iemand anders heeft het lange slot 16:9-20 er later bijgeschreven.
B. Marcus heeft 16:8 niet bedoeld als slot.
- Marcus was in staat zijn evangelie te voltooien.

- De huidige 16:9-20 zijn van Marcus.

2. Ze zijn weggelaten uit de (voorloper van) de codex Sinaiticus en de Codex Vaticanus, hetzij per ongeluk, hetzij opzettelijk.
- De huidige 16:9-20 zijn niet van Marcus.

3. Het oorspronkelijke slot is per ongeluk verloren gegaan (het laatste blad van een codex, of het laatste gedeelte van een boekrol). Iemand anders heeft dit later aangevuld.
4. Het slot van Marcus werd afgewezen en door iemand anders vervangen door de huidige 16:9–20, als harmonisatie met de andere evangeliën.
- Marcus was niet in staat zijn evangelie te voltooien.

5. Hij stierf of vertrok plotseling naar Rome. Iemand anders maakte het werk af.

### Intern bewijs
Het interne bewijs heeft in de tekstkritiek betrekking op de kenmerken van stijl en taal en de lijn van het verhaal. 19 van de 163 woorden van de passage komen elders niet voor in het Marcusevangelie, maar andere gedeelten met twaalf verzen zouden dezelfde score opleveren.
Sommige deskundigen vinden vers acht een merkwaardige slotzin. Het laatste woord is het voegwoord γαρ (gar): “want”. γαρ kan echter wel een zin beëindigen, en doet dat onder meer in de Septuagint een aantal keren. Het zou wel bijzonder zijn als γαρ een verhaal afsloot.
Vers 9–20 passen nauwelijks als slot van het evangelie. De overgang van vers 8 naar vers 9 verloopt niet soepel.
"Ze gingen naar buiten en vluchtten bij het graf vandaan, want ze waren bevangen door angst en schrik. Ze waren zo erg geschrokken dat ze tegen niemand iets zeiden.
(9) Toen hij vroeg op de eerste dag van de week uit de dood was opgestaan, verscheen hij eerst aan Maria uit Magdala, bij wie hij zeven demonen had uitgedreven."
Ten tweede noemt Marcus de tweemaal aangekondigde verzoening van Jezus met zijn discipelen in Galilea (Marcus 14:28, 16:7) niet.
Ten slotte is de constructie “Toen hij was opgestaan” anders dan de eerder gebruikte passieve “hij is opgewekt”.

### Opvattingen
Er is onder deskundigen consensus dat vers 9–20 oorspronkelijk geen deel uitmaakten van de tekst van Marcus 16, maar een heel vroege aanvulling zijn.
Er is verschil van mening of 16:8 het oorspronkelijk bedoelde slot is. Sommigen denken dat het evangelie oorspronkelijk daar eindigde, anderen denken dat het boek nooit is afgemaakt, of dat bijvoorbeeld de laatste bladzijde van een codex is weggeraakt. Velen, waaronder Rudolf Bultmann, denken dat het evangelie oorspronkelijk besloot met een verschijning in Galilea, en een verzoening met de elf. zelfs als vers 9-20 niet van de schrijver zijn.
Vers 9-20 komen overeen met andere Bijbelgedeelten, sommigen denken daarom dat dit gedeelte niet los van de rest van de Bijbel is ontstaan.
Hoewel het lange slot van Marcus door de Rooms-Katholieke Kerk bij het concilie van Trente als canoniek wordt beschouwd, wil dat niet zeggen dat katholieken (moeten) geloven dat het onderdeel uitmaakt van het Evangelie volgens Marcus.

### Samenvatting van het bewijs in de handschriften

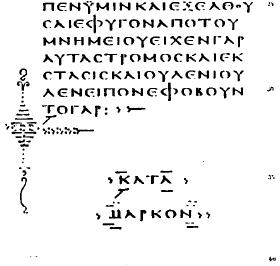
Marcus einde in de Codex Vaticanus

- 16:9–20 ontbreekt: Codex Sinaiticus, Codex Vaticanus, 304, Syrische Sinaiticus, een Sahidisch handschrift, Armeense handschriften; Eusebius van Caesarea, handschriften volgens Eusebius, handschriften volgens Hiëronymus van Stridon (die gedeeltelijk de uitspraken van Eusebius herhaalde, ze daarbij uit de losse pols in het Latijn vertalend).

- 16:9-20 gemarkeerd met een asterisk oid: Familie 1, Minuskel 22, 138, 205, 1110, 1210, 1221, 1582.

- 16:9–20 aanwezig: Codex Alexandrinus, Codex Ephraemi Rescriptus, Codex Bezae, Codex Washingtonianus, Codex Koridethi, Familie 13, Minuskel 33, 565, 700, 892, 2427, 2674, de Byzantijnse tekst (meer dan 1200 handschriften van Marcus); de Vulgaat en een deel van de Oud Latijnse vertaling, Syrisch Curetoniaans, Peshitta, Bohairisch; Irenaeus, handschriften volgens Eusebius, Marinus, Handelingen van Pilatus, handschriften volgens Hiëronymus, Ambrosius, Aphraates, Augustinus, Latijnse afschriften van Augustinus, Griekse handschriften van Augustinus, Eznik van Golb, Nestorius, Patrick, Prosper van Aquitainië, Leo de Grote, het Leven van Samson van Dol, Oud Latijnse breves, Marcus Eremita, Petrusr Chrysologus.

- Alleen het korte einde: Codex Bobbiensis (Latijn), heeft een uniek tussengevoegd vers tussen 16:3 een 16:4 en laat het laatste gedeelte van 16:8 weg.

- Zowel het korte als het lange slot: L (019), Ψ (044), 0112, 099, 274 (margin) 579 lectionarium 1602, Syrisch Harcleaans in de marge, Sahidische handschriften, Bohaarse handschriften(Huntington MS 17), Ethiopische handschriften.

- 16:9–20 aanwezig met het "Freer Logion": Codex Washingtonianus (4th/5th century); handschriften volgens Hiëronymus.